# Ianuarie 2003
Acest articol este generat integral pe baza informațiilor din articolul 2003 și este actualizat periodic de un robot.
 Editările făcute în articol vor fi șterse la următoarea actualizare! Dacă doriți să faceți modificări, editați articolul-sursă.

ianuarie -
februarie -
martie -
aprilie -
mai -
iunie -
iulie -
august -
septembrie -
octombrie -
noiembrie -
decembrie
Ianuarie 2003 a fost prima lună a anului și a început într-o zi de miercuri.

## Evenimente
- 1 ianuarie: OTE preia 54,01% din actiunile Operatorului National de telefonie fixă Romtelecom, devenind acționar majoritar, prin finalizarea procesului de privatizare al operatorului roman.
- 1 ianuarie: Luíz Inácio Lula Da Silva devine al 37-lea președinte al Braziliei.
- 22 ianuarie: Ultimul semnal al sondei Pioneer 10 este primit de NASA de la aproximativ 7,6 miliarde de mile de la Pământ.
- 30 ianuarie: Belgia recunoaște legal căsătoria între persoane de același sex, devenind a doua țară din lume care a făcut acest lucru.
- 30 ianuarie: România alături de alte 7 state semnează "scrisoarea celor opt" prin care își demonstrează suportul față de planul SUA pentru invazia în Irak.

## Nașteri

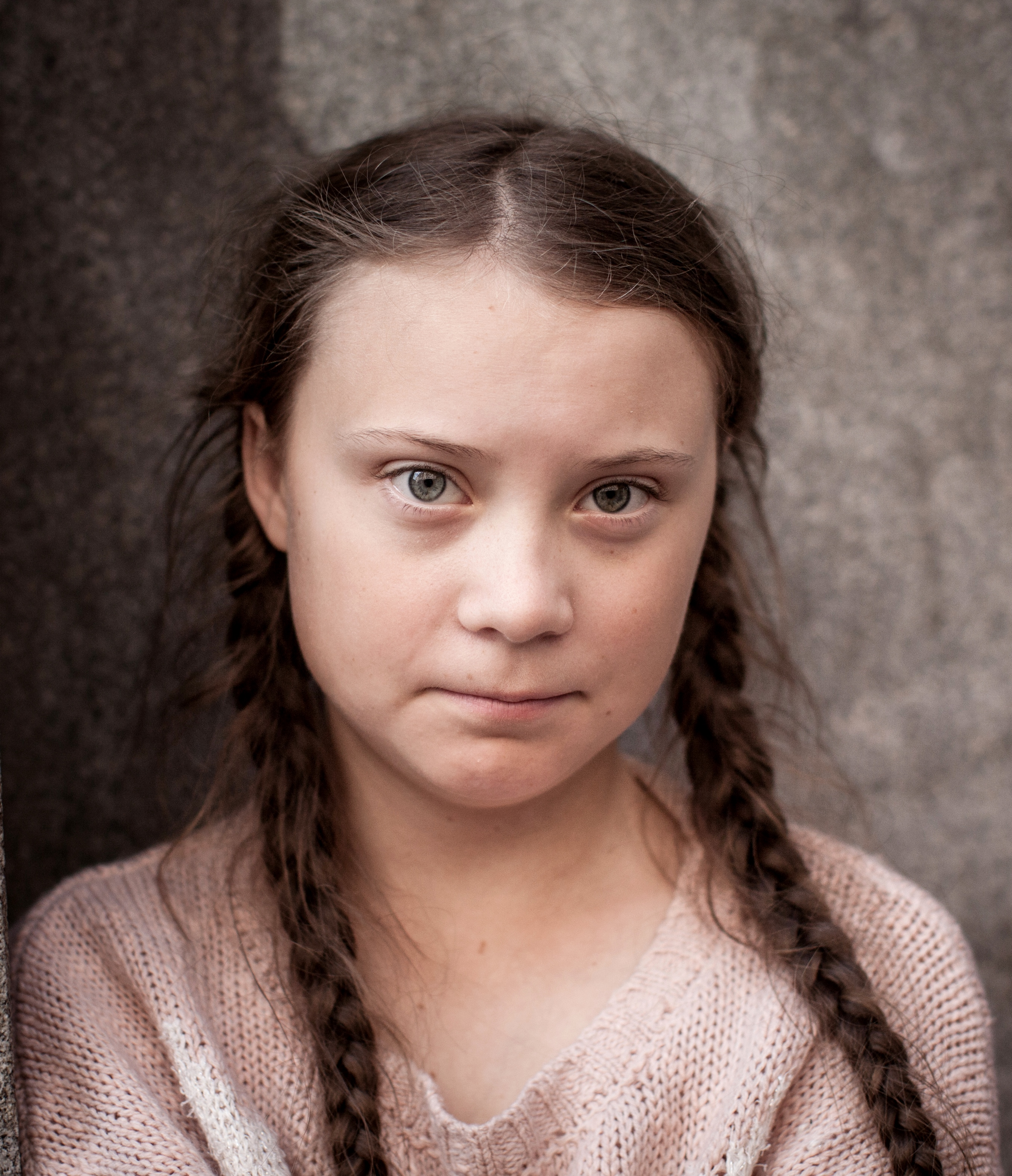
Greta Thunberg

- 3 ianuarie: Greta Thunberg, activistă suedeză împotriva încălzirii climatice

## Decese
- 1 ianuarie: Dumitru Tinu, 62 ani, jurnalist român (n. 1940)
- 5 ianuarie: Roy  Harris Jenkins, 82 ani, politician britanic (n. 1920)
- 11 ianuarie: Maurice Pialat, 77 ani, actor, regizor francez (n. 1925)
- 13 ianuarie: Giuseppe Petronio, 93 ani, critic literar și istoric italian (n. 1909)
- 13 ianuarie: Mickey Finn (Michael Norman Finn), 55 ani, muzician britanic (n. 1947)
- 16 ianuarie: Andrei Codarcea, 77 ani, actor român (n. 1925)
- 16 ianuarie: Chris Mead (n. Christopher John Mead), 62 ani, autor britanic (n. 1940)
- 17 ianuarie: Richard Crenna (Richard Donald Crenna), 76 ani, actor american (n. 1926)
- 17 ianuarie: Cantemir Rișcuția, 79 ani, antropolog român (n. 1923)
- 18 ianuarie: Gavin Lyall (Gavin Tudor Lyall), 70 ani, scriitor britanic (n. 1932)
- 20 ianuarie: Gusztáv Juhász, 91 ani, fotbalist român (n. 1911)
- 21 ianuarie: Khin Hnin Yu, 79 ani, scriitoare birmaneză (n. 1925)
- 28 ianuarie: Miloš Obrad Milutinović, 69 ani, fotbalist și antrenor sârb (n. 1933)
- 29 ianuarie: Lee Yoo-Hyung, 92 ani, fotbalist japonez (n. 1911)
- 31 ianuarie: Dumitru Nagîț, 53 ani, primar al Iașului (1989), (n. 1949)